# Protaxymyia sinica
Espèce
Protaxymyia sinica est une espèce d'insectes diptères de la famille des Axymyiidae. C'est l'une des deux seules espèces représentantes du genre Protaxymyia.

## Publication originale
- (zh) Yang Chi-kun, « The Family Axymyiidae New to China with a New Species (Diptera: Nematocera) from Guizhou », Entomotaxonomia, Beijing, vol. 15, no 4,‎ 1993, p. 319-322.